# Mesatirhinus
Mesatirhinus — рід бронтотерій, ендемічний для Північної Америки в еоцені, який жив від 50.3 до 42 млн років тому. Кажуть, що зріст цієї тварини становить приблизно 1 м.